# 민다나오털고슴도치
민다나오털고슴도치(Podogymnura truei)는 고슴도치과에 속하는 포유류 속의 일종이다. ‘민다나오김누라’, ‘민다나오짐누라’, ‘민다나오문랫’, ‘민다나오섬털고슴도치’ 등으로도 불린다. 필리핀의 토착종이다. 자연 서식지는 아열대 또는 열대 기후 지역의 건조림이다. 서식지 감소로 멸종 위협을 받고 있다.